# Orów
Orów (ukr. Орів) – wieś na Ukrainie w rejonie drohobyckim (do 2020 roku w rejonie skolskim) obwodu lwowskiego.
W II Rzeczypospolitej wieś w powiecie drohobyckim województwa lwowskiego.
W drugiej połowie 1939 nacjonaliści ukraińscy z OUN ostrzelali oddział Obrony Narodowej z Borysławia przechodzący na Węgry oraz zamordowali tutaj 14 Polaków i Żydów.